# University of South Alabama
A University of South Alabama (EUA) é uma universidade pública de pesquisa em Mobile, Alabama. Foi criado pelo Legislativo do Alabama em maio de 1963 e substituiu os programas de extensão existentes operados em Mobile pela Universidade do Alabama . As primeiras turmas aconteceram em junho de 1964, com 276 alunos matriculados; a primeira formatura foi realizada em junho de 1967, com 88 diplomas de bacharel concedidos.